# Varp (malm)

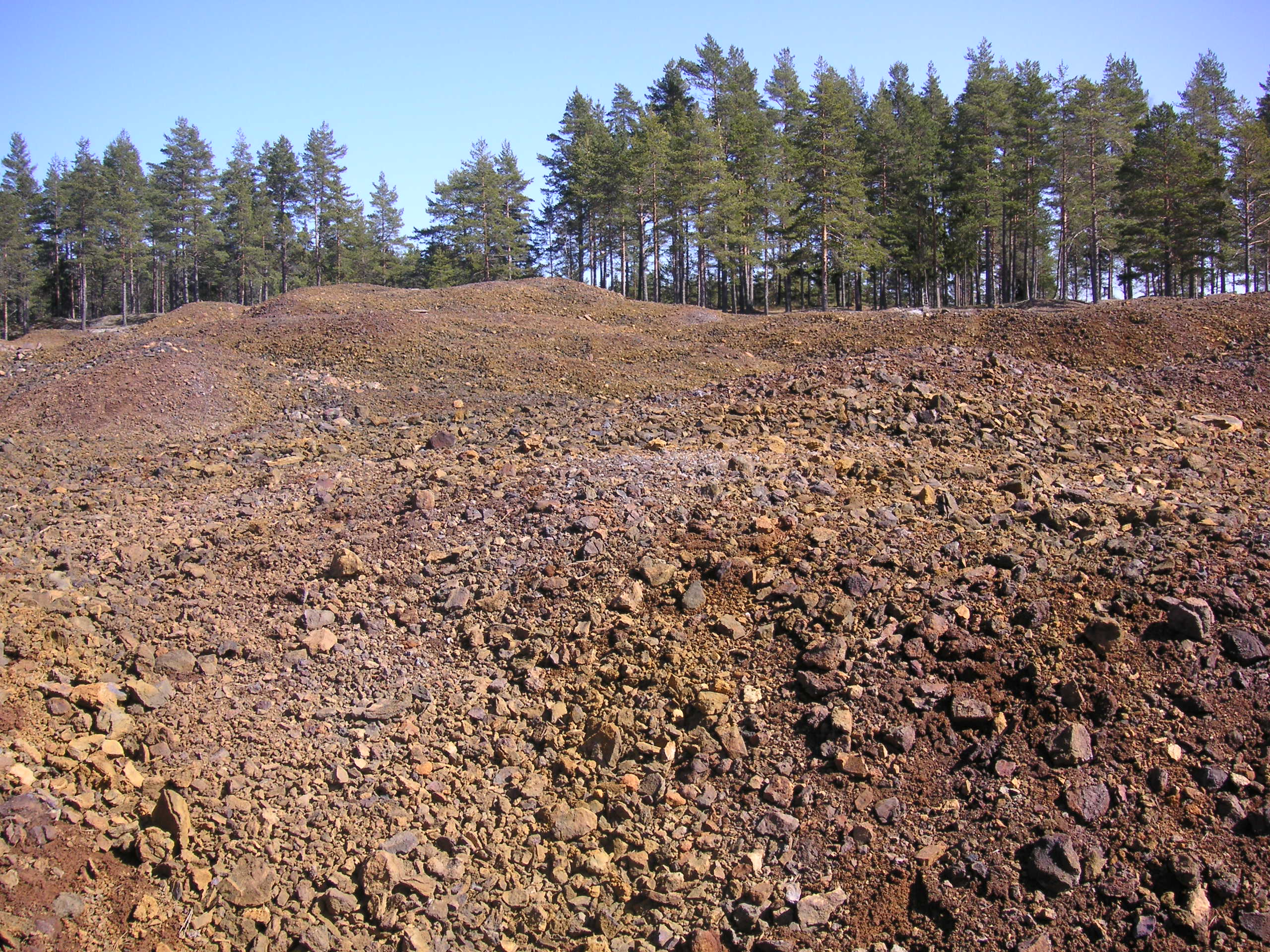
Varphögar vid Öster Silvbergs gruva.

Varp (numera ofta benämnt gråberg) är stenstycken som kommer upp vid gruvbrytning och som inte innehåller malm eller är malmfattiga. Varpen sorteras bort för att man skall kunna utvinna de viktigaste beståndsdelarna av malmen på ett lönsamt sätt. Varpen lades förr upp i särskilda varphögar. Under svåra perioder, under nedgångar i efterfrågan på malm eller under perioder när tillgången på höghaltig malm var låg, kunde dessa varphögar gås igenom på nytt för att utvinna det som trots allt kunde vara meningsfullt att förädla. I vissa fall har man vid den förnyade genomgången upptäckt nytt, värdefullt innehåll, som man inte var medveten om, när man först gjorde sig av med varpen. En av de gruvor där malm utvunnits på detta sätt är Bispbergs gruva. Åtskilliga intressanta bergarter och mineraler har hittats i varphögar.
Varp används även som beteckning för ansamling av osorterad malm: "De gamla varpen äro till stor del icke alls eller och högst illa skrädda, varför tusentals ton malm kunna utskrädas, synnerligast om ett anrikningsverk kommer att byggas." 